# أجيرا
أجيرا (بالإيطالية: Agira)‏ هي بلدية في مقاطعة إنا في صقلية الإيطالية.

## السكان
في سنة 1861 بلغ عدد السكان 11٬588 نسمة، وتطور العدد ليصل في سنة 2011 لـ 8٬484 نسمة.
يظهر هذا المخطط البياني تطور النمو السكاني لـ أجيرا

## أعلام
- ديودور الصقلي